# رين أوسوجي
رين أوسوجي (باليابانية: 大杉 漣) (27 سبتمبر 1951 – 21 فبراير 2018) كان ممثل ياباني، معروف بعمله في أفلام مثل دواء، وألعاب نارية، وأفلام أخرى. حصل أوسوجي على جائزة أفضل ممثل مساعد في مهرجان يوكوهاما السينمائي لعام 1999. غالبًا ما كان يعمل جنبًا إلى جنب مع تاكيشي كيتانو وسوسومو تارجيما. في تعليق دي في دي على المسلسل التلفزيوني إم بي دي سايكو، قال المخرج تاكاشي مايكه إنه معجب بتجربة أوسوجي في التحول بسرعة من أدوار الكوميدي والمعتوه إلى أدوار السلطة والجدية. توفي بسبب قصور القلب عن عمر يناهز 66 عامًا في 21 فبراير 2018.

## وصلات خارجية
- رين أوسوجي على موقع IMDb (الإنجليزية)
- رين أوسوجي على موقع ألو سيني (الفرنسية)
- رين أوسوجي على موقع أول موفي (الإنجليزية)
- رين أوسوجي على موقع قاعدة بيانات الأفلام السويدية (السويدية)
- رين أوسوجي على موقع قاعدة بيانات الفيلم (الإنجليزية)
- رين أوسوجي على موقع كينوبويسك (الروسية)
- رين أوسوجي على موقع ANN person (الإنجليزية)